# 대한민국 축구 국가대표팀 기록과 통계
대한민국 축구 국가대표팀과 관련된 공식 기록과 통계를 정리한 문서이다.

## 개인 기록

### 선수 기록
- 아래 기록은 2025년 6월 10일을 기준으로 RSSSF와 대한축구협회 기록실, 국제 축구 연맹 기록을 참조했다.[2][3][4]
- 굵은 글씨의 선수들은 현재 대표팀에서 활동하고 있는 선수들이다.
- 국제 축구 연맹은 차범근의 사례와 같이 국가대표팀 1군이 출전했던 올림픽 축구 예선전, 국제 축구 연맹의 승인을 받지 않은 일부 친선 경기를 대한축구협회와 달리 공식 A매치로 인정하지 않아 기관에 따라 선수들의 출전 및 득점 공식 기록이 차이가 있어 해당 기록들을 병행 기재했다.
- 국제 축구 연맹은 국제 A매치에 100경기 이상 출전하지 않은 선수들의 국가대표 출전 및 득점 기록을 일반적으로 공개하지 않아 해당 선수들의 출전 및 득점 기록은 RSSSF를 참조했다.
- 경기당 평균 득점 지표는 소수점 세번째 자리에서 반올림을 적용했다.

#### 최다 출장 선수 상위 10위
- 대한축구협회 기준 기록

| #  | 이름   | 활동 기간 | 경기 | 득점 |
| -- | ------ | --------- | ---- | ---- |
| 1  | 차범근 | 1972–1986 | 136  | 58   |
| 1  | 홍명보 | 1990–2002 | 136  | 10   |
| 3  | 손흥민 | 2010–현재 | 134  | 51   |
| 4  | 이운재 | 1994–2010 | 133  | 0    |
| 5  | 이영표 | 1999–2011 | 127  | 5    |
| 6  | 김호곤 | 1971–1979 | 124  | 5    |
| 6  | 유상철 | 1994–2005 | 124  | 18   |
| 8  | 조영증 | 1975–1986 | 113  | 1    |
| 9  | 김영권 | 2010–현재 | 112  | 7    |
| 10 | 기성용 | 2008–2019 | 110  | 10   |

- 국제 축구 연맹 기준 기록

| #  | 이름   | 활동 기간 | 경기 | 득점 |
| -- | ------ | --------- | ---- | ---- |
| 1  | 홍명보 | 1990–2002 | 136  | 10   |
| 2  | 손흥민 | 2010–현재 | 134  | 51   |
| 3  | 이운재 | 1994–2010 | 132  | 0    |
| 4  | 차범근 | 1972–1986 | 130  | 56   |
| 5  | 이영표 | 1999–2011 | 127  | 5    |
| 6  | 유상철 | 1994–2005 | 124  | 18   |
| 7  | 김호곤 | 1971–1979 | 117  | 4    |
| 8  | 김영권 | 2010–현재 | 112  | 7    |
| 9  | 기성용 | 2008–2019 | 110  | 10   |
| 10 | 김태영 | 1992–2004 | 104  | 3    |
| 10 | 이동국 | 1998–2017 | 104  | 33   |

#### 최다 득점 선수  상위 10위
- 대한축구협회 기준 기록

| #  | 이름   | 활동 기간 | 경기 | 득점 | 경기당 평균 득점 |
| -- | ------ | --------- | ---- | ---- | ---------------- |
| 1  | 차범근 | 1972–1986 | 136  | 58   | 0.43             |
| 2  | 손흥민 | 2010–현재 | 134  | 51   | 0.38             |
| 3  | 황선홍 | 1988–2002 | 103  | 50   | 0.49             |
| 4  | 박이천 | 1969–1974 | 88   | 36   | 0.41             |
| 5  | 김재한 | 1972–1979 | 58   | 33   | 0.57             |
| 5  | 이동국 | 1998–2017 | 105  | 33   | 0.32             |
| 7  | 최순호 | 1980–1991 | 97   | 30   | 0.30             |
| 7  | 김도훈 | 1994–2003 | 72   | 30   | 0.41             |
| 7  | 허정무 | 1974–1986 | 104  | 30   | 0.29             |
| 10 | 최용수 | 1995–2003 | 69   | 27   | 0.39             |
| 10 | 이영무 | 1975-1981 | 85   | 27   | 0.32             |
| 10 | 김진국 | 1972–1978 | 97   | 27   | 0.28             |

- 국제 축구 연맹 기준 기록

| # | 이름   | 활동 기간 | 경기 | 득점 | 경기당 평균 득점 |
| - | ------ | --------- | ---- | ---- | ---------------- |
| 1 | 차범근 | 1972–1986 | 130  | 56   | 0.43             |
| 2 | 손흥민 | 2010–현재 | 134  | 51   | 0.38             |
| 3 | 황선홍 | 1988–2002 | 102  | 50   | 0.49             |
| 3 | 박이천 | 1969–1974 | 86   | 40   | 0.47             |
| 4 | 김재한 | 1972–1979 | 57   | 35   | 0.61             |
| 5 | 이동국 | 1998–2017 | 105  | 33   | 0.31             |
| 6 | 최순호 | 1980–1991 | 95   | 30   | 0.31             |
| 6 | 김도훈 | 1994–2003 | 72   | 30   | 0.41             |
| 8 | 허정무 | 1974–1986 | 91   | 29   | 0.31             |
| 9 | 최용수 | 1995–2003 | 67   | 27   | 0.40             |
| 9 | 김진국 | 1972–1978 | 97   | 27   | 0.27             |

## 팀 기록
최다 점수차 승리16 – 0 vs. 네팔, 2003년 9월 29일 (2004년 AFC 아시안컵 예선)
최다 점수차 무승부4 – 4 vs. 말레이시아, 1976년 9월 11일 (1976년 박대통령컵)
최다 점수차 패배0 – 12 vs. 스웨덴, 1948년 8월 5일 (1948년 하계 올림픽)
최다 연속 승리11경기, 1975년 7월 29일 (3 – 1 vs. 말레이시아)부터 1975년 12월 21일 (3 – 1 vs. 버마)까지
최다 연속 무패29경기, 1986년 9월 20일 (3 – 0 vs. 인도)부터 1989년 6월 26일 (0 – 0 vs. 체코슬로바키아)까지/27경기, 2008년 2월 6일 (4 – 0 vs. 투르크메니스탄)부터 2009년 11월 14일 (0 – 0 vs. 덴마크)까지

### 연속 기록
| 구분           | 경기수 | 기간 | 비고 |
| -------------- | ------ | --- | ---- |
| 연속 무승부    | 4      | 2008년 2월–5월 |      |
| 연속 패        | 3      | 1954년 5월–6월,1964년 10월–1965년 8월,1966년 8월–12월,1974년 9월,1985년 12월,1990년 6월,2002년 1월–2월,6월–11월,2012년 10월–2013년 2월,2018년 6월 |      |
| 연속 무실점 승 | 9      | 2015년 9월–2016년 3월 |      |
| 연속 득점      | 24     | 1975년 5월–1976년 4월 |      |
| 연속 무득점    | 4      | 2007년 7월–2008년 1월 |      |
| 연속 실점      | 10/9   | 1963년 8월–1964년 5월/1953년 4월–1954년 6월 |      |
| 연속 무실점    | 10     | 2015년 8월–2016년 3월 |      |

## 선수단 기록

### 역대 대표팀 주장
- 아래 목록은 불완전한 목록이다

| 주장          | 부주장 | 활동 기간                              | 임명날짜         | 대회, 경기                                                                | 감독 체제                          | 비고                    |
| ------------- | ------ | -------------------------------------- | ---------------- | ------------------------------------------------------------------------- | ---------------------------------- | ----------------------- |
| 주영광        |        | 1954년                                 |                  | 1954년 FIFA 월드컵                                                        |                                    |                         |
| 이회택        |        | 1974년                                 | 1974년 4월 8일   | 1974년 박대통령컵 쟁탈 아시아축구대회                                     |                                    |                         |
| 박창선        |        | 1986년                                 |                  | 1986년 FIFA 월드컵                                                        |                                    |                         |
| 정용환        |        | 1990년                                 |                  | 1990년 FIFA 월드컵                                                        |                                    |                         |
| 최인영        |        | 1994년                                 |                  | 1994년 FIFA 월드컵                                                        |                                    |                         |
| 최영일        |        | 1997년~1998년                          |                  | 1998년 FIFA 월드컵                                                        |                                    |                         |
| 홍명보        |        | 1998년~2002년                          |                  | 2000년 AFC 아시안컵, 2002년 FIFA 월드컵                                   |                                    |                         |
| 유상철        |        | 2003년~2005년                          |                  |                                                                           |                                    |                         |
| 이운재        |        | 2004년 7월~2006년 8월                  |                  | 2004년 AFC 아시안컵, 2006년 FIFA 월드컵                                   |                                    |                         |
| 김남일        |        | 2006년 8월~2007년                      | 2006년 8월 14일  |                                                                           | 베어백호 1기                       |                         |
| 이운재        |        | 2007년 7월                             | 2007년 7월 10일  | 2007년 AFC 아시안컵                                                       |                                    |                         |
| 김남일        |        | 2007년~2008년                          |                  |                                                                           |                                    |                         |
| 박지성        |        | 2008년 10월~2011년 1월                 | 2008년 10월 9일  | 2010년 FIFA 월드컵, 2011년 AFC 아시안컵                                   |                                    |                         |
| 이운재 (임시) | 염기훈 | 2008년 11월                            | 2008년 11월 10일 |                                                                           |                                    |                         |
| 박주영        |        | 2011년~2012년                          | 2011년 2월 8일   |                                                                           |                                    | 역대 최연소 대표팀 주장 |
| 곽태휘        |        | 2012년~2013년                          | 2012년 2월 19일  |                                                                           | 최강희호 1기                       |                         |
| 하대성        |        | 2013년                                 | 2013년 7월 17일  | 2013년 EAFF 동아시안컵 주장                                               | 홍명보호 1~3기                     |                         |
| 구자철        |        | 2013년~2014년                          | 2013년 9월 30일  |                                                                           | 홍명보호 4기                       |                         |
| 이청용        |        | 2013년 11월~2014년                     | 2013년 11월 14일 |                                                                           | 홍명보호 5기                       |                         |
| 이근호        |        | 2014년                                 | 2014년 1월 26일  |                                                                           | 홍명보호 6기                       |                         |
| 구자철        | 이청용 | 2014년 5월~6월                         | 2014년 5월 21일  | 2014년 FIFA 월드컵                                                        | 홍명보호 7기                       |                         |
| 기성용        | 곽태휘 | 2014년 10월, 2016년 3월~6월            | 2014년 10월 9일  |                                                                           | 슈틸리케호 1기, 10기~11기          |                         |
| 차두리 (임시) |        | 2014년 11월, 2015년 3월                | 2014년 11월 14일 |                                                                           |                                    |                         |
| 구자철        | 기성용 | 2014년 11월, 2015년 3월                | 2014년 11월 18일 |                                                                           | 슈틸리케호 2기, 4기                |                         |
| 구자철        | 박주호 | 2015년 1월                             | 2015년 1월 4일   |                                                                           | 슈틸리케호 3기                     |                         |
| 기성용        | 이청용 | 2015년 1월                             | 2015년 1월 7일   | 2015년 AFC 아시안컵                                                       | 슈틸리케호 3기                     |                         |
| 곽태휘        | 이청용 | 2015년 6월                             | 2015년 6월 11일  |                                                                           | 슈틸리케호 5기                     |                         |
| 김영권        |        | 2015년 8월                             | 2015년 7월 28일  | 2015년 EAFF 동아시안컵                                                    |                                    |                         |
| 기성용        |        | 2015년 9월~11월, 2016년 9월~2017년 6월 | 2015년 9월 2일   |                                                                           | 슈틸리케호 7~9기, 12~16기          |                         |
| 권순태 (임시) |        | 2016년 11월                            | 2016년 11월 11일 |                                                                           |                                    |                         |
| 김영권        |        | 2017년 8월                             | 2017년 8월 31일  | 2018년 FIFA 월드컵 아시아 지역 3차 예선                                   | 신태용호 1기                       |                         |
| 기성용        | 장현수 | 2017년 10월~11월, 2018년 3월           | 2017년 10월 7일  |                                                                           | 신태용호 2~3기, 6기                |                         |
| 장현수        | 정우영 | 2017년 12월~2018년 2월                 | 2017년 12월 9일  | 2017년 EAFF E-1 풋볼 챔피언십                                             | 신태용호 4~5기                     |                         |
| 김성준 (임시) |        | 2018년 1월                             | 2018년 1월 27일  |                                                                           |                                    |                         |
| 기성용        | 손흥민 | 2018년 5월~6월                         | 2018년 5월 28일  | 2018년 FIFA 월드컵                                                        | 신태용호 7~8기                     |                         |
| 손흥민        | 김영권 | 2018년 9월~2022년 12월                 | 2018년 9월 7일   | 2019년 AFC 아시안컵, 월드컵 2차 예선, 월드컵 3차 예선, 2022년 FIFA 월드컵 | 벤투호 1~2기, 4~9기, 15~16기, 25기 |                         |
| 김영권        | 이용   | 2018년 11월                            | 2018년 11월 17일 |                                                                           | 벤투호 3기                         |                         |
| 김영권        | 박주호 | 2019년 12월                            | 2019년 12월 18일 | 2019년 EAFF E-1 풋볼 챔피언십                                             | 벤투호 10기                        |                         |
| 권경원        | 주세종 | 2020년 10월                            | 2020년 10월 9일  |                                                                           | 벤투호 11기                        |                         |
| 손흥민        |        | 2020년 11월, 2022년 3월, 9월           | 2020년 11월 14일 | 2022년 FIFA 월드컵 아시아 지역 3차 예선                                   | 벤투호 12기, 20~21기, 23기         |                         |
| 김영권        |        | 2021년 3월, 2022년 11월                | 2021년 3월 25일  |                                                                           | 벤투호 13기, 24기                  |                         |
| 손흥민        | 김신욱 | 2021년 6월                             | 2021년 6월 5일   | 2022년 FIFA 월드컵 아시아 지역 2차 예선                                   | 벤투호 14기                        |                         |
| 손흥민        | 정우영 | 2021년 11월                            | 2021년 11월 11일 | 2022년 FIFA 월드컵 아시아 지역 3차 예선                                   | 벤투호 17기                        |                         |
| 김영권        | 홍철   | 2022년 1월~2월                         | 2022년 1월 15일  | 2022년 FIFA 월드컵 아시아 지역 3차 예선                                   | 벤투호 18~19기                     |                         |
| 김진수        | 홍철   | 2022년 7월                             | 2019년 7월 20일  | 2022년 EAFF E-1 풋볼 챔피언십                                             | 벤투호 22기                        |                         |
| 손흥민        | 김승규 | 2023년 3월, 9월~2024년 2월             | 2023년 3월 24일  | 2026년 FIFA 월드컵 아시아 지역 2차 예선, 2023년 AFC 아시안컵              | 클린스만호 1기, 3기~6기            |                         |
| 김승규        |        | 2023년 6월                             | 2023년 6월 16일  |                                                                           | 클린스만호 2기                     |                         |
| 김민재 (임시) |        | 2023년 10월                            | 2023년 10월 13일 |                                                                           |                                    |                         |
| 김영권 (임시) |        | 2024년 1월                             | 2024년 1월 6일   |                                                                           |                                    |                         |
| 손흥민        |        | 2024년 9월, 11월~2025년 3월            | 2024년 9월 5일   | 2026년 FIFA 월드컵 아시아 지역 3차 예선                                   | 홍명보호 1기, 3기~4기              |                         |
| 김민재        |        | 2024년 10월                            | 2024년 10월 10일 | 2026년 FIFA 월드컵 아시아 지역 3차 예선                                   | 홍명보호 2기                       |                         |
| 이재성        | 황인범 | 2025년 6월                             | 2025년 6월 5일   | 2026년 FIFA 월드컵 아시아 지역 3차 예선                                   | 홍명보호 5기                       |                         |

### 역대 월드컵 대회 대표팀 주장단
| 주장   | 부주장 | 대회               | 비고                                                                                                |
| ------ | ------ | ------------------ | --------------------------------------------------------------------------------------------------- |
| 주영광 |        | 1954년 FIFA 월드컵 | 주장 주영광이 결장한 본선 조별리그 2차전은 박규정이 임시 주장직 수행                                |
| 박창선 |        | 1986년 FIFA 월드컵 | |
| 정용환 |        | 1990년 FIFA 월드컵 | 주장 정용환이 결장한 본선 조별리그 2차전, 3차전은 최순호가 임시 주장직 수행                         |
| 최인영 |        | 1994년 FIFA 월드컵 | 주장 최인영이 경기 도중 교체된 본선 조별리그 3차전은 홍명보가 임시 주장직 수행                      |
| 최영일 |        | 1998년 FIFA 월드컵 | 주장 최영일이 결장한 본선 조별리그 1차전, 3차전은 유상철이 임시 주장직 수행                         |
| 홍명보 |        | 2002년 FIFA 월드컵 | 주장 홍명보가 경기 도중 교체된 본선 토너먼트 16강전, 3/4위전은 유상철이 임시 주장직 수행            |
| 이운재 |        | 2006년 FIFA 월드컵 | |
| 박지성 |        | 2010년 FIFA 월드컵 | |
| 구자철 | 이청용 | 2014년 FIFA 월드컵 | |
| 기성용 | 장현수 | 2018년 FIFA 월드컵 | 주장 기성용의 부상으로 인한 결장 및 부주장 장현수의 경기력 저하로 3차전은 손흥민이 임시 주장직 수행 |
| 손흥민 | 김영권 | 2022년 FIFA 월드컵 | |